# 島米八
島 米八（しま よねはち、1947年6月7日 - ）は、日本の俳優。

## 出演作品

### 映画
- 暴れん坊大将　（1960年、新日本プロ）
- 悪童　（1966年、東映）
- 冒険大活劇　黄金の盗賊　（1966年、東映）
- 「エロ事師たち」より人類学入門（1966年、日活）
- 尼寺㊙物語　（1968年、東映）
- 日本暴力列島 京阪神殺しの軍団　（1975年、東映）
- 実録外伝 大阪電撃作戦　（1976年、東映）

### テレビドラマ
- 素浪人 花山大吉（NET）第10話「坊さんまるまる損をした」（1969年3月8日）
- 水戸黄門
  - 第2部 第20話「喧嘩買います -木曽福島-」（1971年2月8日） - 源太
  - 第4部 第10話「あの紅が憎い -天童-」（1973年3月26日） - 日野屋の丁稚
  - 第5部
    - 第1話 「水戸黄門 -江戸-」（1974年4月1日）-鰻屋
    - 第13話「浪速女のど根性 -大阪-」（1974年6月24日） - 丹波屋の手代

  - 第7部 第34話「日光街道日本晴れ ‐宇都宮・水戸‐」（1977年1月10日） - 熊
  - 第8部 第4話「黄門さまに似た男 -沼津」（1977年8月8日）-名無しの権兵衛
  - 第9部 第4話「芝居になった悪い奴 -福島-」（1978年8月28日）-祭文語り
  - 第12部 第9話「闇に閃く白頭巾 ‐膳所‐」（1981年10月26日） - 中間
- 遠山の金さん捕物帳（1970年～1973年）-半次
- 必殺シリーズ （ABC・松竹）
  - 助け人走る 第25話「逃亡大商売」（1974年） - 伴三
  - 暗闇仕留人
    - 第4話「仕留て候」（1974年） - 桜井
    - 第11話「惚れて候」（1974年） - 銀八

  - 必殺必中仕事屋稼業
    - 第3話「いかさま大勝負」（1975年） - 仁助
    - 第10話「売られて勝負」（1975年） - 音吉
    - 第16話「仕上げて勝負」（1975年） - 与助
    - 第26話「どたんば勝負」（1975年） - 捨三

  - 必殺仕置屋稼業 第20話「一筆啓上手練が見えた」（1975年） - 伊佐吉
  - 必殺仕業人 第27話「あんたこの逆恨をどう思う」（1976年） - 馬吉
  - 必殺からくり人・血風編 第6話「悲恋を葬る紅い涙」（1976年） - 清吉
  - 新・必殺仕置人
    - 第1話「問答無用」（1977年） - 未三
    - 第19話「元締無用」（1977年） - 伊之吉
    - 第37話「生命無用」（1977年） - 勝次

  - 翔べ! 必殺うらごろし
    - 第1話「仏像の眼から血の涙が出た」（1978年） - 勘三
    - 第9話「家具が暴れる恐怖の一夜」（1979年） - 鬼吉

  - 必殺仕事人
    - 第25話「裏の裏のそのまた裏に何があるのか?」（1979年） - 源太
    - 第39話「櫛技 斬! 子守唄」（1980年） - 弥助
    - 第61話「脅し技闇医術千両潰し」（1980年） - 清三郎

  - 新・必殺仕事人
    - 第18話「主水上役に届け物する」（1981年） - 勘八
    - 第53話「主水 甘味対策する」（1982年） - 多七

  - 必殺仕事人III 第1話 「殺しを見たのは受験生」（1982年） - 勘助
- 伝七捕物帳（NTV / ユニオン映画） 
  - 第32話「娘十八天一坊」（1974年）- 六助
  - 第67話「幼なじみに恋が散る」（1975年）- 半次
  - 第85話 「恋の飛脚は東海道」（1975年） - 弥八
- 連続テレビ小説
  - 風見鶏（1977年） - 木村藤吉
- 日本名作怪談劇場 第7話「怪談 玉菊燈籠」（1979年、12ch）- 七之助